# Türkəncil
Türkəncil (ryska: Turkyandzhil’) är en ort i Azerbajdzjan.   Den ligger i distriktet Lerik Rayonu, i den södra delen av landet, 210 km sydväst om huvudstaden Baku. Türkəncil ligger 556 meter över havet och antalet invånare är 551.
Terrängen runt Türkəncil är huvudsakligen kuperad, men åt sydväst är den bergig. Närmaste större samhälle är Boladı, 19,6 km öster om Türkəncil. 
I omgivningarna runt Türkəncil växer i huvudsak blandskog. Runt Türkəncil är det ganska tätbefolkat, med 60 invånare per kvadratkilometer.